# Næste stop (film fra 2011)
|  | Denne artikel er oprettet af botten PalnaBot ud fra en ekstern database. Den kan derfor have sproglige fejl eller mangler. Denne skabelon kan fjernes efter kontrol af indholdet. |

 For alternative betydninger, se Næste stop. (Se også artikler, som begynder med Næste stop)
Næste stop er en film instrueret af Nicolai Schmelling.

## Handling
På en bænk ved et busstoppested, sidder en dreng med en grøn ballon og dagdrømmer om pigen ved hans side.